# Chmielowszczyzna (Chmielowszczyzna)
Chmielowszczyzna – kolonia wsi Chmielowszczyzna w Polsce, położona w województwie podlaskim, w powiecie sokólskim, w gminie Szudziałowo.
W latach 1975–1998 kolonia administracyjnie należała do województwa białostockiego.